# CoRoT-6
CoRoT-6は、へびつかい座の方角に存在する13.9等級の恒星である。惑星が1つ、周囲を公転していることがわかっている。

## 特徴
| 太陽 | CoRoT-6   |
| ---- | --------- |
| 太陽 | Exoplanet |

CoRoT-6は、半径が太陽の3%増し、質量が太陽の5%増しと、太陽より若干大きい。また、F型主系列星に分類され、太陽よりも表面温度がやや高い。

## 惑星系
2009年、この恒星の周囲を太陽系外惑星CoRoT-6bが公転していることが公表された。この惑星は、COROT衛星の観測によって、トランジット法で発見された。
| 名称 （恒星に近い順） | 質量    | 軌道長半径 （天文単位） | 公転周期 (日) | 軌道離心率 | 軌道傾斜角 | 半径     |
| --------------------- | ------- | ----------------------- | ------------- | ---------- | ---------- | -------- |
| b                     | 2.96 MJ | 0.0855                  | 8.886593      | < 0.1      | 89.07°     | 1.166 RJ |